# Jules Jean-François André
Pour les articles homonymes, voir Jules André (homonymie) et André.
Ne doit pas être confondu avec Louis-Jules André.
Jules Jean-François André, né le 23 août 1852 à Condéon et mort le 29 novembre 1883,  est un homme politique français.

## Biographie
Fils de Jean André, ancien sénateur, il entre à la Cour des Comptes. Il est député de la Charente de 1877 à 1883, et est le benjamin de la Chambre en 1877. Il siège au groupe bonapartiste de l'Appel au peuple.

## Sources
- « Jules Jean-François André », dans Adolphe Robert et Gaston Cougny, Dictionnaire des parlementaires français, Edgar Bourloton, 1889-1891 [détail de l’édition]